# Magnus Lidén
Magnus Lidén  (1951 ) es un botánico , profesor y explorador sueco

## Biografía
Ha desarrollado su carrera científica-académica en la Universidad de Upsala. Obtuvo su PhD en 1986. Ha enseñado en el Departamento de Botánica Sistemática de Gotemburgo entre 1987 y 1997; y de 1998 a 2005 fue director de los Jardines botánicos de Upsala
Posee experiencia a campo de Escandinavia, el área Mediterránea (Andalucía, Marruecos, Argelia), China, Tíbet, Nepal, Mongolia, Irán. Ha trabajado intensamente en la familia Fumariaceae, y el género Dionysia.

## Algunas publicaciones
- Lidén, M. 1981. On the typification of Corydalis nomen conservandum. Taxon 30 : 322-325
- Lidén, M. 1984. Novelties in Fumarioideae. Anal. Jard. Bot. Madrid 41 : 221-222
- Lidén, M. 1986b. Synopsis of Fumarioideae with a monograph of the tribe Fumarieae. Opera Bot. 88 . 136 pp.
- Oxelman , B. & Lidén, M. 1987. Proposal to reject the name Silene rubella . Taxon 36 : 477
- Lidén, M. 1989a. Tuberous Corydalis in the Med-Checklist area. Notes RBG Edinb . 45 : 349-363
- Lidén, M. 1989b. The genus Corydalis in Nepal. Bull. Brit. Mus. (Nat. Hist.) Bot. 18 : 479-539
- Lidén, M. & Oxelman , B. 1989c. Species — Pattern or process? Taxon 38 : 228-232
- Lidén, M. 1990a. Replicators, hierarchy, and the species problem. Cladistics 6 : 183-186
- Lidén, M. & Oxelman , B. 1990b. Species — evolutionary actors or evolutionary products? Taxon 39 : 449
- Lidén, M. 1991a. Notes on Corydalis sect. Corydalis in the Baltic area. Nord. J. Bot. 11 : 129-133
- Lidén, M. 1991c. New tuberous species of Corydalis (Papaveraceae). Willdenowia 21 : 175-179
- Lidén, M. 1991d. Phenetics and Fumaria — a comment. Pl. Syst. Evol. 176 : 221-225
- Lidén, M. 1991e. Revision of Corydalis sect. Fumarioides , part I. Rheedea 1 : 29-35
- Lidén, M. 1992b. Species — where is the problem? Taxon 41 : 315-317
- Lidén, M. 1993c. Corydalis cornuta, a Himalayan/Afro-montane disjunct species. Opera Bot . 121 : 45-46
- Lidén, M. 1995a. A revision of Corydalis sect. Fumarioides Lidén. Part II. Rheedea 5 : 1-36
- Lidén, M. 1995b. 69 . Papaveraceae. In: Harling, G. & Andersson, L. (eds.), Flora of Ecuador 52 . 13 pp.
- Lidén, M., Fukuhara, T., & Axberg, T. 1995c. Phylogeny of Corydalis , ITS and morphology. Pl. Syst. Evol. Suppl. 9 : 183-188
- Lidén, M. & Staaf, R. 1995d. Embryo growth in tuberous Corydalis . Bull. Torrey Bot. Club 122 : 312-313
- Oxelman, B. & Lidén, M. 1995e. Generic boundaries in the tribe Sileneae (Caryophyllaceae) as inferred from nuclear rDNA sequences. Taxon 44 : 525-542
- Oxelman, B. & Lidén, M. 1995f. The position of Circaeaster - evidence from nuclear ribosomal DNA. Pl. Syst. Evol. Suppl . 9 : 189-193
- Fukuhara, T. & Lidén, M . 1995g. Pericarp anatomy in Fumariaceae . Bot. Jahrb. Syst. 117 : 499-530
- Fukuhara, T. & Lidén, M . 1995h. Seed coat anatomy and phylogeny in Fumariaceae . Bot. J. Linn. Soc. 119 : 323-365
- Lidén, M . 1996a. New taxa of tuberous Corydalis species. Willdenowia 26 : 22-34
- Lidén, M. & Oxelman, B . 1996b. Do we need "phylogenetic taxonomy"? Zoologica Scripta 25 : 183-185
- Su Z.-Y. & Lidén, M. 1997a. Corydalis in China I: Some new species. Edinburgh J. Bot. 54 : 55-84
- Oxelman, B., Lidén, M. 1997c. Chloroplast rps 16 intron phylogeny of the tribe Sileneae (Caryophyllaceae). Pl. Syst. Evol. 206 : 393-410
- Lidén, M. , Fukuhara, T., Rylander, J., & Oxelman, B. 1997 d . Phylogeny and classification of Fumariaceae, with emphasis on Dicentra s. l. based on the rps 16 intron. Pl. Syst. Evol. 206 : 411-420
- Lidén, M. 1997e. Process and pattern - again. In response to Sosef. Taxon 46 : 527-528
- Lidén, M. & al. 1997f. Charlie is our darling. Taxon 46 : 735-742
- Lidén, M. 1998a. New species of Corydalis from Burma, Bhutan and India. Edinburgh J. Bot. 55 : 343-350
- Lidén, M. 1999. (Points of view) Boots-traps. Taxon 48 : 349-350.
- Lidén, M. 2000a. Notes on Dionysia , Corydalis and Fumaria in Iran. Iranian Journal of Botany 8 : 303-308
- Oxelman, B, Jonsell, B. & Lidén, M. 2001a. Proposal to conserve the name Viscaria against Steris. Taxon 50 : 281-282
- Oxelman, B., Lidén, M., Rabeler, R.K. & Popp, M. 2001 b . A revised classification of the tribe Sileneae (Caryophyllaceae). Nord. J. Bot. 20 : 513-518
- Oxelman, B., Lidén, M. & Turland, N. 2001d. New taxa and names in Chinese Silene . Novon 11 : 322-324
- Wang Ying-Wei, Lidén, M. , Liu Quan-Ru & Zhang Ming-Li , 2003a. Corydalis pinnatibracteata (Fumariaceae), a new species from Qinghai, China. Ann. Bot. Fennici 40 : 295-298
- Trift, I., Lidén, M. & Anderberg, A ., 2004. Phylogeny and biogeography of Dionysia . Int. J. Plant Sci. 165(5) : 845-860
- Wang Ying-Wei & Lidén, M ., 2005. Corydalis panda(Fumariaceae), a new species from Sichuan , China. Ann. Bot. Fennici 43 : 478-480
- Lidén, M . 2007a. The genus Dionysia (Primulaceae), a synopsis and five new species. Willdenowia 37: 37-61
- Lidén, M. & Su Zhiyun. 2007b. New species of Corydalis (Fumariaceae) from China II. Novon 17: 479-496
- Lidén, M. 2008a. New species, combinations and records of Hypecoum, Dactylicapnos and Corydalis (Fumariaceae) in China. Nordic Journal of Botany 25: 33-37
- Lidén, M. & Van de Veire, J. 2008b. Three new species of Corydalis from China. Ann. Bot. Fennici 45. 129-132
- Gao Xinfen, Peng Yulan, Lidén, M. & Wang Yingwei. 2008c. Three new species of Corydalis from Sichuan. Novon 18 (3):

### Libros y capítulos
- Lidén, M. 1986a. Fumariaceae. In: Castroviejo, S. & al . (eds), Flora Iberica Vol. 1. Madrid. pp: 431-469
- Lidén, M. 1992a. Evolution and Systematics of seed plants. In: Behnke, H.-D., Esser, K., Kubitzki, K., Runge, M. & Ziegler, H., (eds.), Progress in Botany 53 . Springer verlag, Berlín, Heidelberg. pp. 282-317
- Lidén, M. 1993a. Pteridophyllaceae. In: Kubitzki , K. (ed.), Families and genera of vascular plants. Vol. 2. Springer-Verlag
- Lidén, M. 1993b. Fumariaceae. In: Kubitzki , K. (ed.), Families and genera of vascular plants. Vol. 2. Springer-Verlag
- Lidén, M. & Zetterlund, H. 1997b. Corydalis , a gardeners guide and a monograph of the tuberous species. 144 pp. y b&n il.; 25 pp. planchas color. AGS publication ltd. Friary Press, Dorset
- Lidén, M. 2001c. Fumariaceae (pp. 369-381) in: Jonsell, B . (ed.), Flora Nordica 2. Estocolmo
- Lidén, M. 2001e. Corydalis and Fumaria . In Özhatay & al . (ed.) Flora of Turkey, suplemento
- Lu Dequan, M. Lidén & B. Oxelman . 2002a . Lychnis, Agrostemma, Saponaria, Vaccaria, Psammosilene. In Wu Zhengyi & P. Raven (eds), Flora of China 6 : 100-102; 108
- Zhou Lihua, M. Lidén & B. Oxelman. 2002b. Silene . In Wu Zhengyi & P. Raven (eds), Flora of China 6 : 66-100
- Lidén, M. 2002c. Fumariaceae. In: Strid & al. (eds) Flora Hellenica 2
- Lidén, M. 2003b. Corydalis . In Kress & al (ed.), A Checklist of the Trees, Shrubs, Herbs, and Climbers of Myanmar. Contributions from the United States National Herbarium Vol. 45 : 49
- Lidén, M. 2007. A glimpse into paradise: Prince Carl Philip portrays the Uppsala botanical garden. Con Carl Philip (Prince.) Michel Östlund, Karin Martinsson. Tradujo Martin Thomson. Editor Hera, 69 pp. ISBN 9163308401
- Lidén, M. 2008a (in prep.). Fumariaceae In: Flora of Nepal 1
- Lidén, M. 2008b (in prep.). Fumariaceae In: Flora of China 7
- Lidén, M. 2009 (in prep.). Fumariaceae In: Brummitt, K. & al. (eds,) Species Plantarum

- La abreviatura «Lidén» se emplea para indicar a Magnus Lidén como autoridad en la descripción y clasificación científica de los vegetales.[2]